# Marziale Ducos
Marziale Ducos (Brescia, 2 luglio 1868 – Brescia, 18 aprile 1955) è stato un giornalista e politico italiano.
Fu deputato alla Camera dei deputati dal 1921 al 1929 e membro della Consulta nazionale dal 1945 al 1946.

## Biografia
Figlio di Giuseppe Ducos, nipote di un medico francese giunto in Italia durante le guerre napoleoniche, e di Amalia Guerra, studiò Giurisprudenza a Roma, a Torino e all'École nationale des chartes di Parigi.
Iniziò a lavorare come avvocato presso lo studio Bonicelli di Brescia e a collaborare come giornalista presso La Sentinella Bresciana diretta dall'amico Borghetti. La sua prosa fu apprezzata in numerose occasioni: Luigi Albertini gli chiese più volte di passare al Corriere della Sera, ma il Ducos preferì rimanere al quotidiano bresciano diventandone Direttore, quando Borghetti decise di lasciare.
Al principio della prima guerra mondiale, si arruolò nel corpo degli Alpini assieme all'onorevole Giacomo Bonicelli. Quando costui divenne sottosegretario del Ministro degli Interni nel governo Boselli, lasciò il fronte per recarsi a Roma.
Dopo la guerra, cominciò ad intraprendere la carriera politica: fu consigliere comunale e assessore a Brescia, poi nel 1921 fu eletto deputato alla XXVI Legislatura, nelle liste dei Blocchi Nazionali, e in quella successiva (XVII), eletto nella Lista Nazionale. Quando il quotidiano La Sentinella Bresciana dovette chiudere, il Ducos si ritirò a vita privata. Tra il 25 luglio e l'8 settembre 1943 ebbe una breve esperienza come direttore di un nuovo quotidiano locale.
Nel 1945 fu nominato alla Consulta Nazionale come rappresentante del Partito Liberale Italiano. Dopo l'esperienza alla Consulta, uscì dall'attività politica e fu nominato commissario dell'Ateneo di Brescia diventandone in seguito Presidente fino alla sua morte.